# Michail Čipurin
Michail Alekseevič Čipurin (in russo Михаил Алексеевич Чипурин?; Mosca, 17 novembre 1980) è un ex pallamanista russo.

## Palmarès

### Olimpiadi
- 1 medaglia:
  - 1 bronzo (Atene 2004)